# Rhinns-Komplex
Der an der Westküste Schottlands gelegene Rhinns-Komplex besteht aus paläoproterozoischen Magmatiten, die während des frühen Statheriums intrudiert waren und anschließend metamorphosiert und verformt wurden. Sie bilden jetzt das Grundgebirge der metasedimentären Colonsay Group.

## Etymologie und Vorkommen

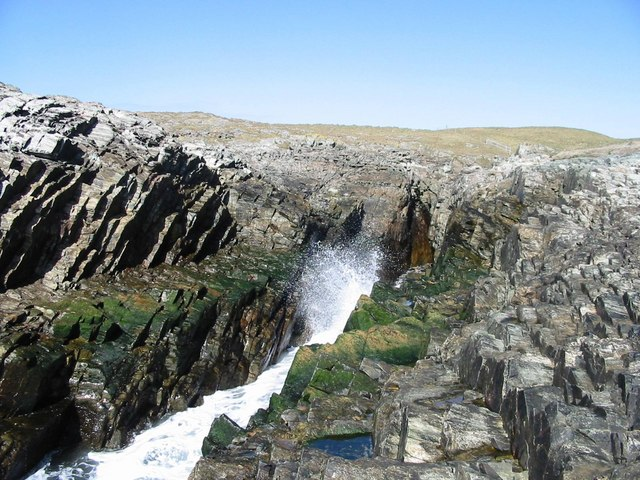
Gesteine des Rhinns-Komplex bei Claddach Bay an der Südspitze von Rhinns of Islay

Der Rhinns-Komplex wurde nach seinem größten Vorkommen auf Rhinns of Islay (Schottisch-gälisch Na Roinn Ìleach) benannt. Neben der Typlokalität auf Islay finden sich weitere Vorkommen des Magmatitkomplexes auf Colonsay und auf Inishtrahull Island. Mit Dredgen wurden auf dem Meeresboden in der Malin Sea zwischen Islay und Inishtrahull vergleichbare Magmatite zu Tage gefördert, welche zusätzlich mit geophysikalischen Methoden nachgewiesen wurden. Die Ausdehnung des Rhinns-Komplexes, der dem Colonsay-West Islay-Krustenblock angehört, ist an der Oberfläche sehr begrenzt, es wird aber vermutet, dass er südöstlich der Great Glenn Fault auch unter dem Central-Highlands-Terran ansteht.

## Einführung
Im Zeitraum 2000 bis 1600 Millionen Jahre BP entstand durch zahlreiche Kontinentkollisionen der Superkontinent Columbia. An seinem Südrand entwickelte sich zwischen 1900 und 1600 Millionen Jahren BP eine nach Norden abtauchende Subduktionszone an einem aktiven Kontinentalrand des andinen Typus. Diese ehemalige Subduktionszone wird jetzt durch den Ketiliden-Gürtel Grönlands und den Svekofenniden-Gürtel Skandinaviens repräsentiert. Beide Gürtel werden durch eine HT/LP-Metamorphose (Hochtemperatur/Niedrigdruck-Metamorphose) und kalkalkalischen Magmatismus charakterisiert, beides Merkmale eines Vulkanbogens. Die Gesteine sind überwiegend frisch differenzierte Aufschmelzprodukte des oberen Erdmantels mit einem sehr geringen Anteil assimilierter, archaischer Erdkruste. Der Rhinns-Komplex und der Annagh-Gneis in Irland dürften das Bindeglied dieser beiden Gürtel darstellen.

## Lithologie

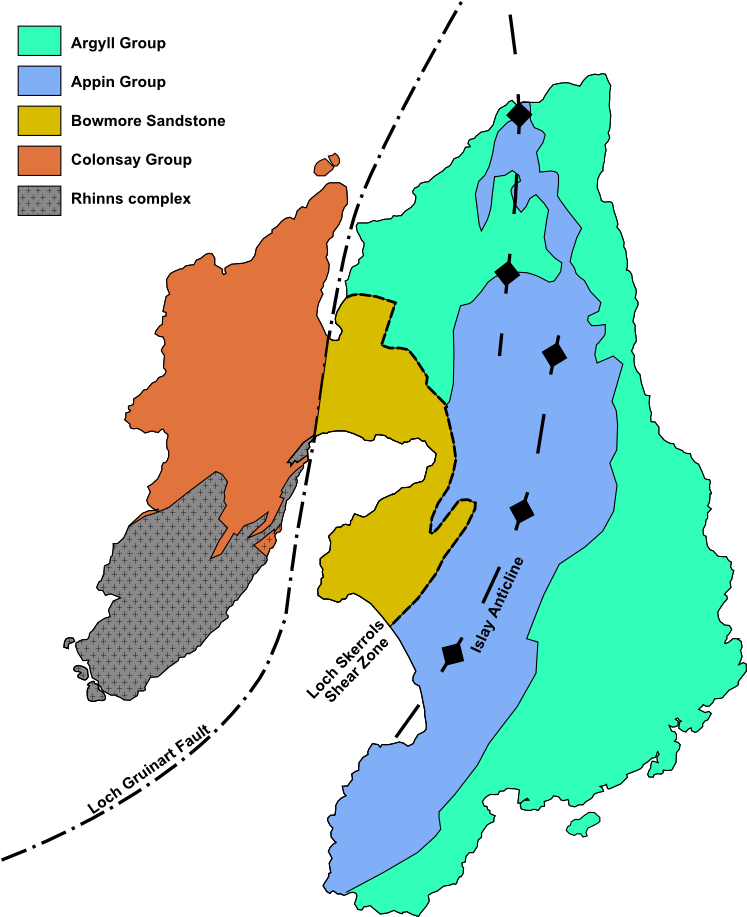
Geologische Karte von Islay mit dem Rhinns-Komplexes im Südwesten der Rhinns-Halbinsel

Beim Rhinns-Komplex handelt es sich um alkalische Magmatite, vorwiegend Syenite und untergeordnete Mafite, in die Gabbrolagen eindrangen. Auf Islay und Inishtrahull stehen diese Magmatite als mittel- bis grobkörnige, syenitische Gneise an, auf Colonsay als sehr stark retrogradierte, granodioritische Orthogneise. 
Ob das Vorkommen von Colonsay noch zum Rhinns-Komplex zu rechnen ist, wird mittlerweile anhand von Altersbestimmungen und Hafnium-Isotopenanalysen in Frage gestellt (siehe weiter unten).

## Stratigraphie
Der Rhinns-Komplex wird  diskordant von der Colonsay Group oder der Dalradian Supergroup überlagert.

## Metamorphose
Die Metamorphose des Rhinns-Komplexes erreichte die Druck-Temperatur-Bedingungen der Amphibolit-Fazies. Die Gesteine waren anschließend einer starken Retromorphose unterworfen.

## Datierung
Samarium-Neodym-Modellalter ergaben laut Daly (2009) für den Rhinns-Komplex den Zeitraum 1978 bis 1912 Millionen Jahre BP. Mit der Uran-Blei-Methode an Zirkonen ermittelte Intrusionsalter erbrachten für Syenite von Islay 1782 ± 5 Millionen Jahre BP und für Inishtrahull 1779 ± 3 Millionen Jahre BP. Das Alter von 1710 Millionen Jahren BP, das an einem Metagabbro von Inishtrahull mit der Argonmethode an Hornblende gewonnen worden war, dokumentiert die nach der Metamorphose erfolgte Abkühlung des Gesteins (Abkühlalter). Für die Metamorphose selbst fanden Loewy u. a. (2003) an Zirkonen auf Islay 1729 bis 1725 Millionen Jahre BP. Dieses Alter ist zeitlich mit dem frühen Laxfordian im Hebriden-Terran und mit der Hochdruck-Metamorphose im Glennelg-Attadale Inlier korrelierbar.
Der Colonsay-Orthogneis wurde mit 1889 ± 7 Millionen Jahren BP datiert. Er ist somit älter als der Rhinns-Komplex und war bereits im Orosirium intrudiert. Seine mehrfach deformierten Pegmatite ergaben 1797 ± 7 und 1794 ± 7 Millionen Jahre BP. Der Orthogneis weist bei 1890 Millionen Jahren BP Hafniumwerte von εHf = +8 auf und besitzt somit einen ausgesprochen juvenilen Charakter. Der Rhinns-Komplex hingegen hat bei 1800 Millionen Jahren BP jedoch nur εHf = +5 und könnte somit durchaus auch einen postorogenen Granitoiden darstellen.